# Sonny Rollins Plus 4
Sonny Rollins Plus 4 — студійний альбом американського джазового саксофоніста Сонні Роллінса, випущений у 1956 році лейблом Prestige Records. На цьому альбомі Роллінс грає з квінтетом Кліффорда Брауна-Макса Роуча, учасником якого він був сам на момент запису. Альбом став останньою повноцінною сесією для Брауна і піаніста Річі Пауелла, обоє загинули через три місяці в автокатастрофі.  

## Опис
Наприкінці року 1955 року Роллінс приєднався до квінтету Кліффорда Брауна-Макса Роуча; у січні-лютому 1956 року взяв участь у записі альбому Clifford Brown and Max Roach at Basin Street.
Цей альбом Роллінса як соліста був записаний на лейблі Prestige Records в складі квінтету (хоча на той момент сам Роллінс грав у квінтеті Кліффорда Браун-Макса Роуча), до якого увійшли трубач Кліффорд Браун, піаніст Річі Пауелл, контрабасист Джордж Морроу і ударник Макс Роуч. Запис відбувся 22 березня 1956 року на студії Van Gelder Studio в Гекенсеку (Нью-Джерсі). Альбом став останньою повноцінною сесію для Брауна і Пауелла, які обоє загинули через три місяці в автокатастрофі.
Роллінс почув пісню «Count Your Blessings» у виконанні Розмарі Клуні в кінофільмі «Світле Різдво» (1954), і вирішив записати її кавер-версію, оскільки був поціновувачем творчості Ірвінга Берліна. «Kiss and Run» виконується дуетом Брауна і Роллінса. «I Feel a Song Coming On» — швидкий кавер стандарту Дороті Філдс. «Valse Hot» і «Pent-Up House» обидві оригінальні композиції Роллінса.

## Список композицій
1. «Valse Hot» (Сонні Роллінс) — 8:36
2. «Kiss and Run» (Сем Кослоу) — 7:08
3. «I Feel a Song Coming On» (Дороті Філдс, Джиммі Мак-Г'ю, Джордж Оппенгеймер) — 5:13
4. «Count Your Blessings (Instead of Sheep)» (Ірвінг Берлін) — 2:30
5. «Pent-Up House» (Сонні Роллінс) — 8:50

## Учасники запису
- Сонні Роллінс — тенор-саксофон
- Кліффорд Браун — труба
- Річі Пауелл — фортепіано
- Джордж Морроу — контрабас
- Макс Роуч — ударні

Технічний персонал
- Боб Вейнсток — продюсер
- Руді Ван Гелдер — інженер
- Том Геннан — дизайн обкладинки
- Айра Гітлер — текст до обкладинки